# 翟墨 (航海家)
翟墨（1968年—），山东泰安人，是一位中国航海家，被媒体誉为“中国无动力帆船单人环球航海第一人”，因在自驾帆船完成环球航海而成为感动中国2009年年度人物之一，于2007年在迪戈加西亚岛修船。

## 钓鱼岛事件
2013年7月30日，翟墨驾驶“姜太公号”帆船，由日照出海，在抵达钓鱼岛海域后，翟墨附近有三艘海警船护航并为其提供无线信号。翟墨在行程中实时进行微博播报，此举也引得诸多网友围观声援。8月3日晚八点，抵达距离钓鱼岛三海里处,并在此处撒下百面红旗。
8月4日上午6时由钓鱼岛海域返航，并于8月6日14时左右抵达厦门。